# Seconde guerre de Scutari
Seconde guerre de Scutari
La Seconde guerre de Scutari (serbe en écriture cyrillique : Други скадарски рат) était un conflit qui opposa entre 1419 et 1426 l'État de Zeta (1419-1421) et le Despotate serbe (1421-1423), à la République vénitienne. Le conflit avait pour objet la domination de Scutari et d'autres anciennes possessions de Zeta antérieurement annexées par Venise.

## Contexte
La première guerre des Scutari dura de 1405 à 1413 entre Balša III et la République vénitienne. Au cours de cette guerre, Balša III tenta de capturer la région de Scutari qui fut cédée aux Vénitiens par son père Đurađ II Balšić (en) en 1396. En profitant de la rébellion anti-vénitienne de la population de Scutari, Balša III parvint à capturer plusieurs villes voisines en 1405. Les Vénitiens réussirent à convaincre les villes de Budva, Bar et Ulcinj de les accepter comme suzerains. Après plusieurs années de batailles et de négociations, la guerre prit fin en 1412 avec un traité qui aboutit à une paix blanche. Les deux parties n'étaient toutefois pas satisfaites du traité de paix et estimaient que l'autre partie en enfreignait les termes et se devait de payer plus de réparations de guerre.

## Guerre

### Entre Zeta et Venise
En mars 1419, Balša III tenta à nouveau de reprendre Scutari et ses environs. En mai, il réussit à capturer Drivast et en août son château (en). Les Vénitiens tentèrent de soudoyer les maisons Famille Kastrioti et Dukagjini pour lutter contre Zeta en 1419, mais probablement en vain. Les Vénitiens tentèrent également de rallier à leur camp d'autres membres éminents de la noblesse albanaise qui soutenaient Balša III, comme Koja Zaharia (en) à qui il fut demandé de reconnaître la suzeraineté vénitienne sur son Dagnum. Ensuite, ils essayèrent de rallier les tribus Hoti (en).

### Entre le despotat serbe et Venise

Changements de possession dans Zeta

#### Capture de Drivast, Sveti Srđ et Bar
Lazarević et son Despotate serbe avaient été cédés à la seigneurie de Zeta de Balša III en avril 1421, mais les Vénitiens n'en tinrent pas compte. Ils occupaient les côtes de Zeta et Bojana, et Drivast qu'ils avaient de nouveau capturée après la mort de Balša. Les Vénitiens précisèrent à l'envoyé du despote qu'ils n'avaient pas l'intention de céder les anciennes possessions de Balša au despotat et firent une demande de soutien aux ottomans en cas d'attaque du despote. En août 1421, Lazarević mena son armée sur Zeta. Gjon Kastrioti, qui était un allié serbe renforçat Lazarević avec des troupes dirigées par l'un de ses fils dès l'arrivée du despote à Zeta,. Selon Fan Noli, c'est Stanisha qui fut envoyée par son père, avec des forces auxiliaires, pour aider le despote serbe à reprendre Scutari des Vénitiens. Avec leur soutien, le despote captura immédiatement Sveti Srdj (en) et Drivast. Il prit par la suite la route en direction de la côte et prit la ville de Bar au milieu du mois de novembre 1421.
Lazarević appointa le voïvode Mazarek pour administrer ses biens à Zeta. Jusque-là, Mazarek administrait les possessions du despote à Rudnik (1414)  et Ostrovica. Les nobles de Bar furent ensuite conviés à une réunion dans la cathédrale Saint-George où ils reconnurent la suzeraineté du despote serbe. Quant à lui, Mazarek reconnut leur droit de gouverner leur ville selon leur propre législation.

Despotat serbe en 1422

#### Trêve
Lazarević conclut une trêve de six mois avec Venise et partit soutenir le roi Sigismond dans sa lutte contre les Hussites. La trêve fut convenue de durer jusqu'au 15 mai 1422. Après le succès initial du despote, les Vénitiens acceptèrent facilement la trêve. Les villes de Scutari, Ulcinj et Budva restent à ce moment sous leur contrôle.
Les Vénitiens profitèrent de la trêve pour renforcer la garnison de Scutari. Ils transportèrent des soldats, du ravitaillement et des armes à Skadar en passant par la rivière Bojana.
Pendant la trêve, des négociations de paix prirent place à Venise et furent suivies par le duc Vitko, émissaire du despote. Ces négociations se poursuivirent en Serbie entre l'envoyé de Venise Marco Barbadigo et le despote lui-même. Lorsque Lazarević exigea finalement la reddition des villes contestées, Venise refusa et la guerre reprit.

#### Batailles sur Bojana
Le despote Stefan ne poursuivit pas la guerre immédiatement après la trêve car il était occupé par d'autres activités, mais son voïvode Mazarek entreprit des actions pour empêcher le renforcement vénitien de la garnison de Scutari. Il fit ériger plusieurs forteresses sur la rive droite de la rivière Bojana d'où il pouvait avoir un contrôle sur cette dernière. Lorsque le capitaine vénitien Niccolo Capello fut envoyé pour transporter des vivres et des archers en direction des assiégés de Scutari à l'aide de trois galères, les forces de Mazarek sur Bojana les repoussèrent vers la mer Adriatique. En juillet 1422, le Sénat vénitien ordonna à Niccolo Capello de retourner à Bojana et de terminer sa mission. Toutefois, il décida d'attendre les deux galères de Marco Bembo et Marco Barbo qui transportaient des soldats et du matériel destinés à la destruction de la forteresse que Mazarek avait érigée à Sveti Srđ.

#### Siège de Scutari en 1422
Les forces de Lazarević assiégèrent Scutari probablement en juin 1422. Pendant un an, Venise aurait perdu ses provinces. En novembre 1422, la flotte vénitienne détruisit les forteresses de Mazarek sur la Bojana et atteignit Sveti Srđ. En raison du faible niveau d'eau, ils ne purent toutefois pas continuer leur voyage sur la Bojana.
Soutenue par des Albanais locaux, Venise réussit à briser le siège en décembre 1422  La garnison de Scutari, dirigée par le capitaine Niccolo Capello, attaqua de façon inattendue l'armée despote pendant une nuit de décembre et brisa le siège. Après la rupture du siège, les Vénitiens renforcèrent la garnison de Scutari avec 400 cavaliers et entre 200 et 300 fantassins supplémentaires.

#### Siège de Scutari en 1423
L'armée du despotat n'avait pas subi de graves pertes et retourna assiéger la forteresse de Scutari en janvier 1423. Ce même mois, Venise soudoya et gagna les Pamaliots sur Bojana, puis acheta plusieurs chefs de tribu dans Zeta ou à proximité : les Paštrovići (en), les Gjon Kastrioti (qui s'étaient étendus à la périphérie d'Alessio), les Dukagjins et les Koja Zaharia (en). Bien qu'ils n'aient été mobilisés militairement par Venise, ils quittèrent mécaniquement les rangs de l'armée de Lazarević, et devinrent pour lui un danger potentiel. Bien que l'amiral vénitien Francesco Bembo ait offert de l'argent à Gjon Kastrioti, Dukagjins et Koja Zaharia (en) en avril 1423 pour rejoindre les forces vénitiennes contre le despotat serbe, ils refusèrent.
À l'été 1423, le despote Lazarević envoya Đurađ Branković avec 8 000 cavaliers à Zeta. Il assiégea Scutari et érigea des forteresses sur la Bojana pour couper l'approvisionnement vénitien de la ville assiégée. Le duc Sandalj (en) était prêt à soutenir le despote serbe dans ses tentatives de capture de Scutari. Dans ce contexte difficile, les gouverneurs vénitiens furent chargés de négocier la paix.

## Fin de la guerre

### Traité de Sveti Srdj
Le conflit prit fin en août 1423, après la signature du traité de paix de Sveti Srdj. Au nom du Despotat serbe, le traité fut ratifié par Đurađ Branković (avec deux témoins qui étaient des responsables ottomans). Branković était le représentant du despote à Zeta depuis 1423 et était également chargé de toutes les négociations. Selon le traité, le Despotat serbe gardait Drivast et Bar tandis que Venise gardait Scutari, Ulcinj et Kotor. Venise fut contrainte de rendre Budva et la région de Grbalj à la Serbie et de payer 1 000 ducats de tribut annuel en dédommagement de Scutari. Les deux parties acceptèrent également d'échanger des prisonniers et de raser leurs forts sur la Bojana. Le contrôle de cette dernière fut entièrement remise aux Vénitiens.
Après la signature du traité, Francesco Bembo invita Đurađ Branković à une réception cérémonielle organisée sur son navire naviguant sur la Bojana, suivi par d'autres navires de la flotte vénitienne. Đurađ demanda alors à Venise de le soutenir avec six galères dans une éventuelle guerre contre les Ottomans et de lui confirmer tous les privilèges précédemment détenus par son père Vuk, par knez Lazar et par le despote Stefan Lazarević.

### Traité de Vučitrn
Bien que le traité de Sveti Srdj avait été signé, de nombreuses questions restaient en suspens. Par conséquent, la situation n'a été entièrement pacifiée que lorsqu'un accord final fut trouvé et signé à Vučitrn en 1426. Le traité de Vučitrn fut révisé à Drivast le 11 novembre 1426.

## Conséquences
Đurađ Branković succéda à Stefan Lazarević après sa mort en 1427 et perdit le contrôle de Bar aux Vénitiens en 1443.